# Alsenbrück-Langmeil
Alsenbrück-Langmeil – bis 1880 Alsenbrück – ist ein Ortsteil der im rheinland-pfälzischen Donnersbergkreis gelegenen Ortsgemeinde Winnweiler. Bis 1979 war er eine selbständige Gemeinde.

## Lage
Der Ort liegt im südöstlichen Nordpfälzer Bergland unweit der nördlichen Ausläufer des Pfälzerwaldes. Er besteht aus den beiden Teilorten Alsenbrück und Langmeil, die durch die Alsenz voneinander getrennt sind. Der Gonbach, ein orographisch rechter Nebenfluss der Alsenz, durchfließt den südlichen Teil der Gemarkung. Im südöstlichen Gebiet der Gemarkung erstreckt sich an der Gemarkungsgrenze zu Börrstadt und Sippersfeld der insgesamt 400,6 Meter hohe Bocksrück.
Zu Alsenbrück-Langmeil gehören die Wohnplätze Bahnhof Langmeil, Salomonsmühle, Sattelhof, Wäschbacherhof und Ziegelhütte.

## Geschichte
In Mittelalter und Früher Neuzeit war die Abtei Otterberg in Alsenbrück begütert und die Pfarrkirche des Ortes gehörte dem Kloster.
Alsenbrück war Bestandteil der Grafschaft Falkenstein, die ab 1782 wiederum Bestandteil des vorderösterreichischen Oberamts Winnweiler war. Von 1798 bis 1814, als die Pfalz Teil der Französischen Republik (bis 1804) und anschließend Teil des Napoleonischen Kaiserreichs war, war Hochstein in den Kanton Winnweiler eingegliedert. 1815 gehörte der Ort zunächst erneut zu Österreich. Ein Jahr später wurde er Bayern zugeschlagen. Von 1818 bis 1862 war Alsenbrück Bestandteil des Landkommissariats Kaiserslautern, das anschließend in ein Bezirksamt umgewandelt wurde. 1880 wurde die Gemeinde in Alsenbrück-Langmeil umbenannt. Am 1. Dezember 1900 wechselte sie mit 64 anderen Gemeinden zum neu geschaffenen Bezirksamt Rockenhausen, das zum 1. Januar 1939 in Landkreis Rockenhausen umbenannt wurde.
Nach dem Zweiten Weltkrieg wurde Alsenbrück-Langmeil innerhalb der Französischen Besatzungszone Teil des damals neu gebildeten Landes Rheinland-Pfalz. Im Zuge der rheinland-pfälzischen Verwaltungsreform wechselte die Gemeinde zusammen mit den meisten anderen Orten des Kreises in den neu geschaffenen Donnersbergkreis. Drei Jahre später wurde sie Teil der Verbandsgemeinde Winnweiler, ehe sie am 10. Juni 1979 nach Winnweiler eingemeindet wurde. Seither bildet Alsenbrück-Langmeil einen von insgesamt drei Ortsbezirken.

## Politik

### Ortsbezirk
Alsenbrück-Langmeil ist als einer von drei Ortsbezirken der Ortsgemeinde Winnweiler ausgewiesen und wird von einem Ortsbeirat und einem Ortsvorsteher politisch vertreten.

### Ortsbeirat
Der Ortsbeirat besteht aus sieben Ortsbeiratsmitgliedern, die bei der Kommunalwahl am 9. Juni 2024 per Mehrheitswahl gewählt wurden.

### Ortsvorsteher
Michael Immel wurde am 24. Februar 2025 Ortsvorsteher von Alsenbrück-Langmeil, nachdem er als bisheriger Stellvertreter bereits seit November 2024 die Amtsgeschäfte geführt hatte. Er wurde einstimmig durch den Ortsbeirat gewählt.
Immels Vorgänger Winfried Matheis war am 29. Juli 2024 vom Ortsbeirat ebenfalls einstimmig zum Ortsvorsteher gewählt worden, verstarb aber überraschend im Alter von 65 Jahren am 19. November 2024. Zuvor hatte Monika Frick das Amt seit August 2019 inne. Sie hatte es von Marcel Huschitt übernommen.

## Infrastruktur
Im Zuge der Eröffnung des Alsenztalbahn-Abschnitts Hochspeyer–Winnweiler am 29. Oktober 1870 erhielt der Ortsteil Langmeil mit dem Bahnhofs Langmeil-Münchweiler Anschluss an das Eisenbahnnetz. Ein halbes Jahr später wurde die Strecke bis Bad Münster durchgebunden. Durch die 1873 vollendete Zellertalbahn nach Monsheim und die 1874 durchgängig befahrbare Donnersbergbahn nach Alzey entwickelte sich der später in Langmeil (Pfalz) umbenannte Bahnhof zu einem bedeutenden Eisenbahnknotenpunkt, zumal über alle drei Strecken Fernverkehr verlief. Nach dem Zweiten Weltkrieg wurde zunächst die Donnersberg- und ein paar Jahrzehnte später die Zellertalbahn im Personenverkehr stillgelegt. Aufgrund mangelnder Rentabilität sowie seiner peripheren Lage halten die Regionalzüge seit Ende 2006 nicht mehr in Langmeil, der somit zu einem reinen Betriebsbahnhof herabgestuft wurde.
Im südöstlichen Teil der Gemarkung verläuft in Ost-West-Richtung die Bundesautobahn 63. Alsenbrück liegt an der Kreisstraße 10 und Langmeil an der Landesstraße 401 sowie an der Kreisstraße 41. Unter Napoleon wurde die Kaiserstraße Paris–Mainz durch den Ort geführt; die Bezeichnung blieb in Langmeil als Straßenname erhalten. Die zwischenzeitlich gebaute Umgehungsstraße – identisch mit der Landesstraße 401 – trägt jedoch ebenso die Bezeichnung Kaiserstraße. Der Alsenz-Radweg führt durch den Ort. Seit 2009 hat im Ortsteil Langmeil das Softwareunternehmen Mobotix seinen Sitz sowie seit 2011 seinen Produktionsstandort. Ein weiteres Unternehmen, das seinen Sitz in Alsenbrück-Langmeil hat, sind die Schramm Werkstätten.

## Sehenswürdigkeiten
Vor Ort existieren insgesamt sechs Objekte, die unter Denkmalschutz stehen. Im Südosten der Gemarkung an der Straße nach Sippersfeld befindet sich mit dem Langen Stein außerdem ein Menhir.

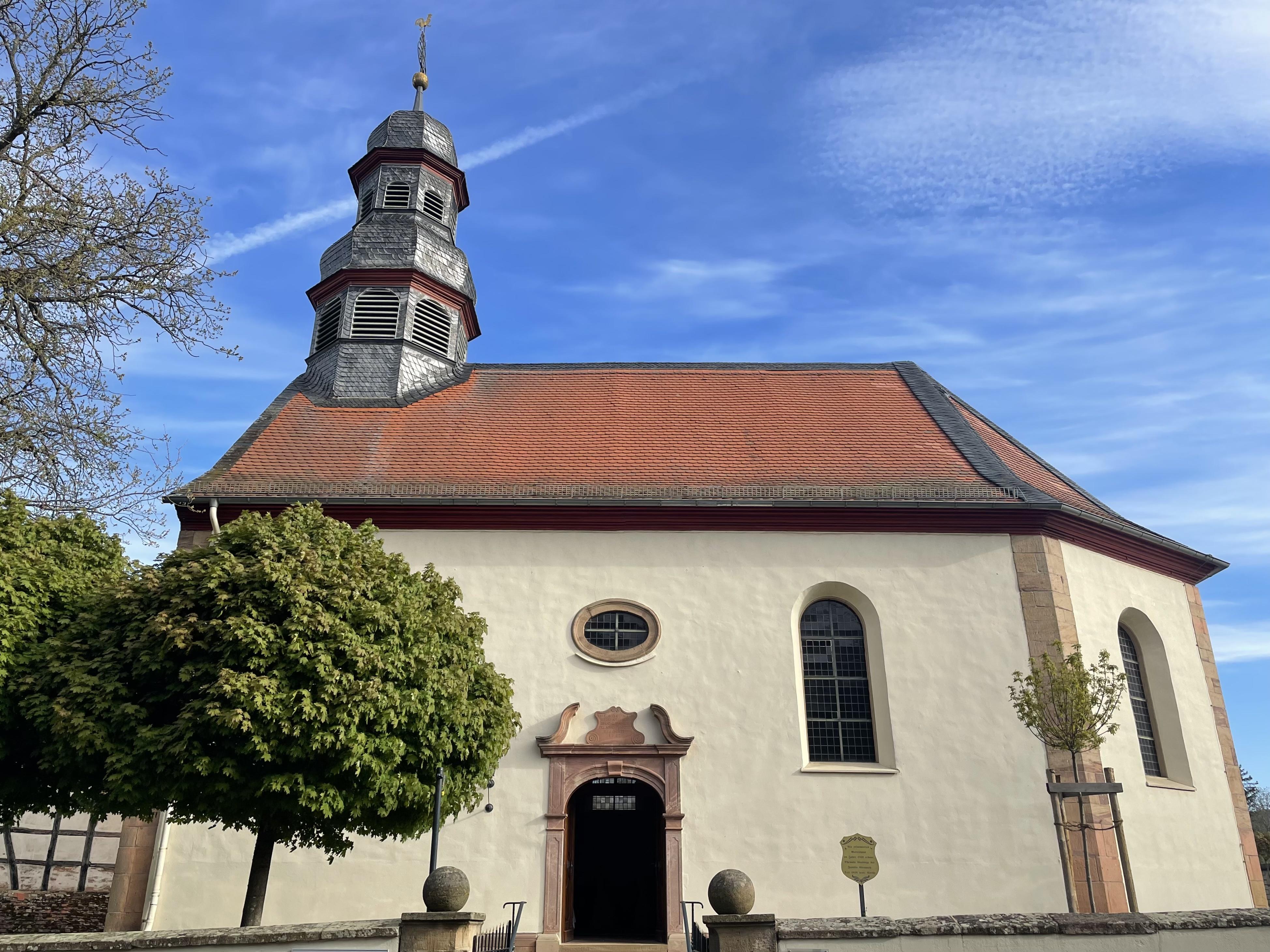
Protestantische Kirche in Alsenbrück

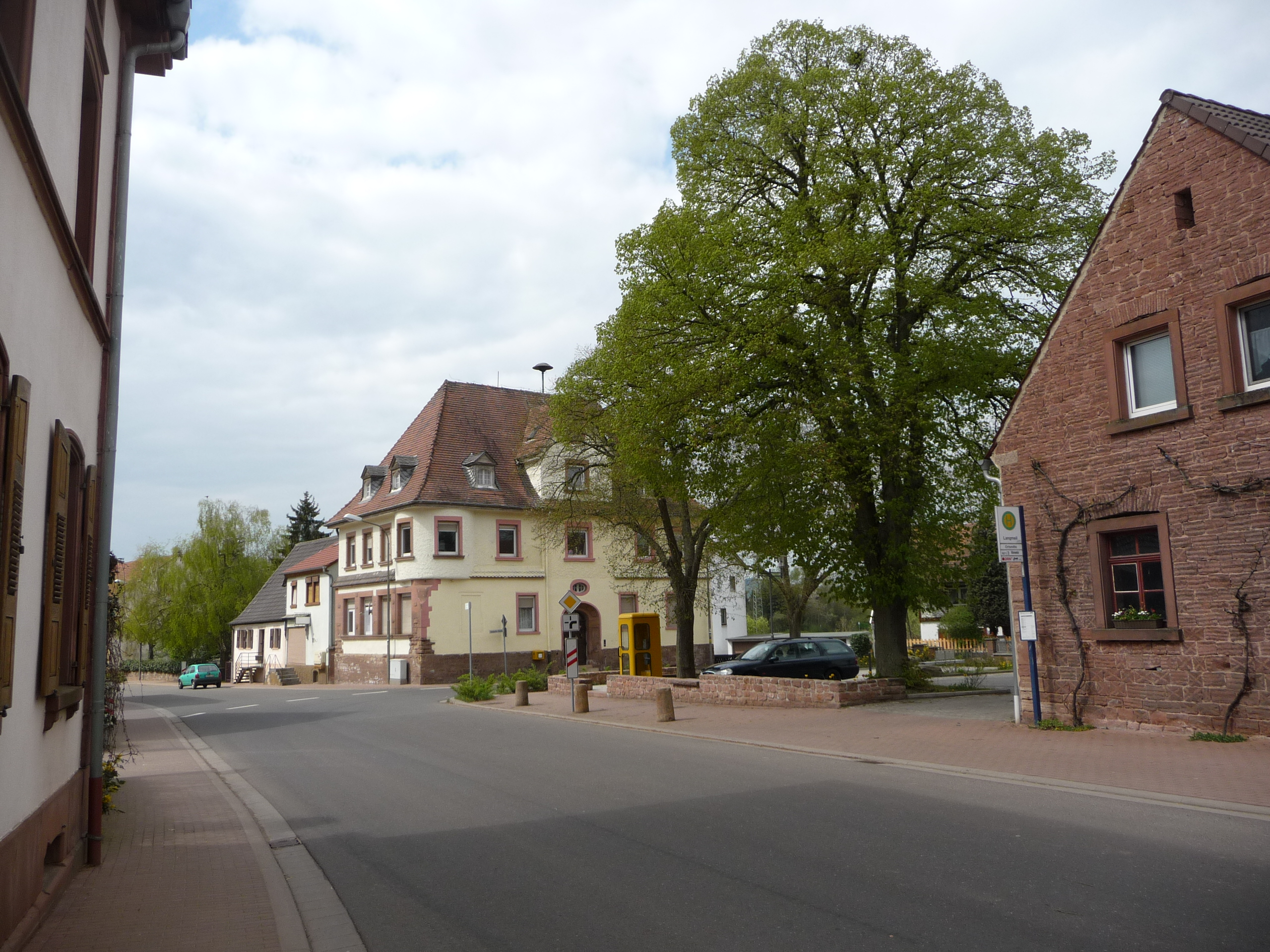
Ortsmitte von Langmeil

## Persönlichkeiten

### Söhne und Töchter des Ortes
- Peter Eymann (1789–1855), Politiker, bayerischer Landtagsabgeordneter
- Karl Eymann (1888–1962), Ingenieur und Corpsstudent, Träger der DECHEMA-Medaille

### Personen, die vor Ort gewirkt haben
- Ludwig von Gienanth besuchte die örtliche Schule.